# Hypoatherina
Hypoatherina is een geslacht van straalvinnige vissen uit de familie van koornaarvissen (Atherinidae). Het geslacht is voor het eerst wetenschappelijk beschreven in 1948 door Schultz.

## Soorten
- Hypoatherina barnesi Schultz, 1953
- Hypoatherina celebesensis Sasaki & Kimura, 2012
- Hypoatherina crenolepis Schultz, 1953
- Hypoatherina golanii Sasaki & Kimura, 2012
- Hypoatherina harringtonensis Goode, 1877
- Hypoatherina lunata Sasaki & Kimura, 2012
- Hypoatherina macrophthalma Sasaki & Kimura, 2012
- Hypoatherina ovalaua Herre, 1935
- Hypoatherina temminckii Bleeker, 1853
- Hypoatherina tropicalis Whitley, 1948
- Hypoatherina tsurugae Jordan & Starks, 1901
- Hypoatherina valenciennei Bleeker, 1853
- Hypoatherina woodwardi Jordan & Starks, 1901